# Condado de Hanover
O Condado de Hanover é um dos 95 condados do estado americano de Virgínia. A sede do condado é Hanover, e sua maior cidade é Hanover. O condado possui uma área de 1 228 km² (dos quais 4 km² estão cobertos por água), uma população de 99 863 habitantes, e uma densidade populacional de 82 hab/km² (segundo o censo nacional de 2010). O condado foi fundado em 26 de novembro de 1720. Faz parte da região metropolitana de Richmond.